# Samuel Pacholski
Samuel Pacholski (właściwie Paweł Pacholski; ur. 31 maja 1972 we Wrześni) – polski duchowny rzymskokatolicki, prezbiter, zakonnik Zakonu Świętego Pawła Pierwszego Pustelnika (paulinów), duszpasterz, pierwszy przeor i proboszcz parafii św. Józefa Oblubieńca w Świdnicy (2012–2018), od 2020 przeor klasztoru na Jasnej Górze.

## Życiorys
Paweł Pacholski pochodzi z Wielkopolski, gdzie się urodził we Wrześni (archidiecezja gnieźnieńska). Po ukończeniu szkół, już jako dwudziestolatek zdecydował się na wybór drogi życia konsekrowanego wstępując do zakonu paulinów. Po rocznym nowicjacie w Żarkach-Leśniowie złożył na Jasnej Górze 8 września 1993(dts) pierwszą profesję zakonną obierając imię zakonne Samuel. Studiował na Skałce w Wyższym Seminarium Duchownym Zakonu Paulinów w Krakowie. Sakrament święceń przyjął 12 czerwca 1999(dts) na Jasnej Górze z rąk abp. Stanisława Nowaka.
Studiował również w Jerozolimie i na Uniwersytecie Kardynała Stefana Wyszyńskiego w Warszawie, po których posiada tytuł mgr. lic. teologii biblijnej i pastoralnej. Po otrzymaniu prezbiteratu przełożeni skierowali go 28 sierpnia 1999(dts) do parafii Zesłania Ducha Świętego w Wieruszowie (diecezja kaliska), gdzie przez rok pełnił posługę katechety. Następnie w okresie od 17 lipca 2000(dts) do 31 sierpnia 2001(dts) przebywał na Jasnej Górze, będąc pracownikiem Radia Jasna Góra, po czym wyjechał do Izraela (Jerozolima) na roczne stypendium naukowe. Po powrocie z Ziemi Świętej został na krótko skierowany w czasie od 7 kwietnia 2002(dts) do 30 czerwca 2002(dts) do pomocy w paulińskiej placówce duszpasterskiej w parafii Najświętszej Maryi Panny Królowej Polski w Łukęcinie (archidiecezja szczecińsko-kamieńska). Mając już doświadczenie w pracy duszpasterskiej przełożeni skierowali go następnie do parafii Najświętszej Maryi Panny Częstochowskiej w Toruniu, gdzie od 3 lipca 2002(dts) do 26 czerwca 2005(dts), pełnił różne funkcje (był m.in.: podprzeorem, duszpasterzem młodzieży, prezbiterem wspólnoty neokatechumenalnej, prowadził duszpasterstwo pielgrzymkowe, lektorów, studenckie zespoły muzyczne oraz redagował parafialny serwis internetowy). Ponadto wyjeżdżał na rekolekcje i misje do wielu parafii w Polsce (m.in. do: Brdowa, Płońska, Krosna, Leszna, Pułtuska, Gdańska, Wąbrzeźna, Łukęcina czy Tarnowa). Następnie przebywał w klasztorze paulinów przy kościele Świętego Ducha w Warszawie przy ulicy Długiej, po czym skierowano go na Dolny Śląsk. W okresie od 26 sierpnia 2012(dts) do 2 września 2018(dts) był pierwszym paulińskim przeorem i proboszczem w parafii św. Józefa Oblubieńca w Świdnicy. Ponadto prowadził tu wspólnotę neokatechumenalną i był: animatorem w organizacji o nazwie „Spotkania małżeńskie”, spowiednikiem w Wyższym Seminarium Duchownym w Świdnicy, duszpasterzem osób chorych, prowadził kancelarię parafialną, wyjeżdżał na prowadzenie rekolekcji. W 2018 powrócił na Jasną Górę, gdzie m.in. w okresie od 1 lipca do 25 sierpnia 2019 był promotorem i koordynatorem wolontariuszy Ruchu Czystych Serc.
Zajmował się problemami lustracji w kościele. W czasopiśmie „Warszawskie Studia Pastoralne” nr 10 z 2009 opublikował artykuł zatytułowany: „Lustracja w Kościele jako problem pastoralny”. Ponadto prowadził prace badawcze na temat inwigilacji Jasnej Góry w czasach istnienia Polskiej Rzeczypospolitej Ludowej (1944–1989). Od 2014 jest członkiem Komisji ds. duszpasterstwa w zakonie paulinów, a od listopada 2018 był dyrektorem Wydawnictwa Paulinianum na Jasnej Górze, gdzie pełnił również funkcję opiekuna dzieł duchowych prowadzonych przez Jasnogórskie Centrum Modlitwy Zawierzenia. 9 maja 2020(dts) decyzją generała zakonu o. Arnolda Chrapkowskiego OSPPE został powołany na stanowisko przeora klasztoru na Jasnej Górze, w miejsce ustępującego po dwóch kadencjach o. Mariana Waligóry OSPPE. 26 maja tegoż roku złożył uroczyste ślubowanie na Biblię, przejął pieczęcie klasztoru oraz oficjalnie rozpoczął posługę jasnogórskiego przeora. 
Poza duszpasterstwem – rekreacyjnie – zajmuje się: żeglarstwem, narciarstwem zjazdowym i turystyką rowerową.